# Kekkon dekinai otoko
Kekkon dekinai otoko (結婚できない男, Litt. L'homme qui ne peut pas se marier), est un drama japonais diffusé sur Kansai TV en 2006.

## Synopsis
Shinsuke Kuwano (Abe) est un brillant architecte de 40 ans qui vit seul dans un bel appartement. 
Il n'aime pas le contact avec les gens et sa vie suit chaque jour une même routine dont il ne voudrait pas se passer: en rentrant du travail, il se prépare un délicieux repas puis écoute de la musique classique dans son fauteuil.
Un jour, la musique incommodant sa voisine Michiru Tamura (Kuninaka), celle-ci vient frapper à sa porte pour s'en plaindre; c'est alors que Shinsuke ressent des douleurs à l'estomac et s'effondre. Michiru décide de le conduire à l'hôpital où il est reçu par le docteur Hayasaka (Natsukawa) qui décide de s'occuper de Shinsuke malgré son manque de tact et ses remarques déplacées.
Par la force des choses, Shinsuke va voir Michiru et le docteur Hayasaka s'immiscer dans sa vie, et celles-ci vont commencer à se demander: "Mais qui voudrait bien se marier avec un homme pareil?!"

## Distribution
- Hiroshi Abe : Shinsuke Kuwano (rôle principal)
- Yui Natsukawa : Natsumi Hayasaka, le médecin traitant Shinsuke
- Ryoko Kuninaka : Michiru Tamura, la voisine de Shinsuke
- Takashi Tsukamoto : Eiji Murakami, l'assistant de Shinsuke
- Reiko Takashima : Maya Sawazaki, une amie de Shinsuke, collègue de travail
- SHEILA : Chizuru Nishimura, une amie de Michiru
- Yuko Nishimaru : Mari Ozawa, une infirmière à l'hôpital où travaille Natsumi
- Iku Takamatsu : Kazumi Emori, une infirmière à l'hôpital où travaille Natsumi
- Rieko Miura : Keiko Nakagawa, la petite sœur de Shinsuke
- Toshinori Omi : Yoshio Nakagawa, le mari de Keiko, médecin à l'hôpital où travaille Natsumi
- Sakura : Saori Yoshikawa, la petite amie de Eiji
- Noboru Takachi : Hiroyuki Kaneda, l'architecte rival de Shinsuke ; véritable coureur de jupons
- Mitsuko Kusabue : Ikuyo Kuwano, la mère de Shinsuke
- Ayano Tachibana : caissière dans un combini très fréquenté de Shinsuke
- Hiroyuki Nishio : propriétaire d'une vidéothèque très fréquentée de Shinsuke
- Mansaku Fuwa : maître charpentier

## Musique classique
- Ep 01: Mahler, Symphony No. 5, 5th mvt; Shostakovich, Symphony No. 5 (op. 47), 4th mvt
- Ep 02: [idem que Ep 01]
- Ep 03: Wagner, Die Meistersinger von Nürnberg (Les maîtres-chanteurs de Nuremberg), Ouverture
- Ep 04: Schubert, Erlkönig (Roi Erl), adaptation par Ooki Atsuo (大木惇夫) et Ito Takeo (伊藤武雄)
- Ep 05: Mahler, Symphonie No. 5, 5th mvt; Schubert, Ave Maria
- Ep 06: Elgar, Pomp and Circumstance March No. 1
- Ep 07: Smetana, Má Vlast (Ma patrie), Vltava/The Moldau
- Ep 08: Mahler, Symphony No. 5, 3rd mvt; Mozart, Symphony No. 41 Jupiter, 1st mvt
- Ep 09: Mussorgsky, Tableaux d'une exposition, Promenade
- Ep 10: Rossini, Largo al factotum from Il barbiere di Siviglia (Le barbier de Séville)
- Ep 11: Dvořák, Symphonie No. 9 "du nouveau monde", 1st mvt
- Ep 12: Puccini, O mio babbino caro from Gianni Schicchi; J. Strauss Jr., Kaiserwalzer (Valse de l'empereur); Beethoven, Symphony No. 7, 1st mvt